# 南靖 (臺灣)
南靖，是臺灣嘉義縣水上鄉的一個傳統地域名稱，位於該鄉西南部。相較於今日行政區，其範圍大致包括南和村南大半部、靖和村。

## 歷史
台灣清治末期至日治初期，南靖地區為一街庄，稱為「南靖庄」，隸屬於嘉義西堡。該庄北與十一指厝庄為鄰，東與外溪洲庄為鄰，南邊隔八掌溪與上茄苳庄、崩埤庄相望，西邊為後堀庄、蔴荳店庄，西北邊為下半天庄。
1901年（日治明治三十四年）11月，全台設置二十廳，該庄隸屬於嘉義廳。1909年（明治四十二年）10月，合併二十廳為十二廳，該庄隸屬不變。1920年（大正九年），廢十二廳改設五州二廳，該庄改制為「南靖」大字，隸屬於臺南州嘉義郡水上庄。
戰後水上庄改制為水上鄉，隸屬於臺南縣，大字亦改制為村。1950年雲、嘉、南分治，水上鄉改隸屬於嘉義縣。

## 交通
台鐵縱貫線大致以東北—西南走向轉北北東—南南西走向經過南靖地區東部邊界外不遠處，並設有南靖車站，屬甲種簡易站，僅停靠區間車。
國道1號又稱「中山高速公路」，是台灣西部兩條縱向高速公路之一，大致以北北東－南南西走向轉縱向經過南靖地區西部邊界地帶，境內未設交流道。最近的一般交流道是位於北側大崙地區縣道168號交會口的水上交流道，由此進入可快速前往台灣南北各地。
省道台82線又稱「東西向快速公路－東石嘉義線」，大致以西北西—東南東走向經過本地區北部邊界地帶，與國道1號在本地區西北角交會，並設有嘉義系統交流道，另外在本地區東北角界外不遠處縣道163號交會口設有水上交流道。
省道台1線又稱「縱貫公路」，是台北至屏東楓港的傳統幹道，大致以東北—西南走向經過本地區東部邊界地帶，向東北可前往水上市區、嘉義、民雄、大林等地，向西南可前往後壁、新營、柳營、官田等地。
縣道163號是嘉義至好美里的道路，大致以東北—西南走向轉東南東—西北西走向經過本地區中央地帶，向東北可前往水上市區、嘉義並止於縣道159號路口，向西可前往鹿草、義竹、新塭並止於好美里。

## 聚落
本地區發展較早的聚落有南靖、後藔、溪底藔等，在日治期初期的官方地圖上已有記載。

## 學校
- 南靖國小
- 南靖國小靖西分校（已廢校）

## 文化資產
- 後寮羅氏宗祠（歷史建築）
- 南靖糖廠倉庫群（歷史建築）

## 產業
- 南靖糖廠（已停產）